# Cladopelma nilotes
Cladopelma nilotes är en tvåvingeart som först beskrevs av Jean-Jacques Kieffer 1922.  Cladopelma nilotes ingår i släktet Cladopelma och familjen fjädermyggor.
Artens utbredningsområde är Sudan. Inga underarter finns listade i Catalogue of Life.